# 孔嗣哲
孔嗣哲，孔长孙之子，孔英哲之弟，孔子三十二代孙。
孔嗣哲于隋文帝时期应制登科，授泾州司兵参军，又改任太子通事舍人，吴郡主簿。
大业四年十月丙午（608年10月19日），隋炀帝下诏立孔子后裔为绍圣侯，派有关部门查访孔子后裔。访求的结果上报至隋炀帝，于是孔嗣哲被封为绍圣侯，食邑一百户。
孔嗣哲七十岁时去世，葬于孔子墓西侧，有一子孔德伦。